# Gaio Cassio Longino (console 73 a.C.)
Gaio Cassio Longino (latino: Gaius Cassius Longinus; fl. 73-66 a.C.) è stato un generale e senatore romano della Repubblica.

## Biografia
Console per il 73 a.C., assieme al collega Marco Terenzio Varrone Lucullo fece passare la lex Terentia et Cassia frumentaria, in base alla quale lo Stato doveva comprare il grano in Sicilia e rivenderlo a basso prezzo a Roma.
L'anno successivo fu proconsole nella Gallia cisalpina; in occasione della terza guerra servile, Cassio cercò di fermare l'avanzata di Spartaco nei pressi di Mutina (Modena) mentre l'esercito degli schiavi ribelli tentava di penetrare in Gallia, ma fu sconfitto e salvò a mala pena la propria vita.
Nel 70 a.C. fu uno dei testimoni nel processo contro l'ex-governatore di Sicilia, Verre. Nel 66 a.C. fu uno dei sostenitori della lex Manilia, con la quale Gneo Pompeo riceveva il comando della guerra contro Mitridate VI del Ponto.
È possibile che fosse il padre del più famoso Gaio Cassio Longino, uno dei congiurati che uccisero Gaio Giulio Cesare.